# Salmanaser II
Salmanaser II ou Shalmaneser II (escrito como Salmanu-ašarēd) foi um rei da Assíria, que reinou entre 1 031 - 1 019 a.C., ou seja, 12 anos. Ele foi filho e sucessor do rei Assurnasirpal I.

## Biografia
Nos últimos anos, tem havido uma tendência para a leitura do SILIM em seu nome como sal, em vez de šul por motivos filológicos. Dos doze oficiais de limu listados, apenas os nomes dos dois primeiros foram substancialmente preservados, o do próprio Salmanaser II, que levou a eponímia em seu primeiro ano, e MU.ŠID -mu-šab- [ ši ] A décima segunda entrada de ar SA[ ki si ...] indica que o limu "que está atrás" (o nome anterior) sugere que o original do qual essa lista foi copiada estava com defeito nesse local ou que a lacuna no escritório coincide com um período de turbulência. 

Na lista rei sincronizada  ele está listado ao lado de seu colega babilônico, Eulmasaquinsumi (r. 1 004 - 987 a.C.) da dinastia de Bite-Bazi, um emparelhamento improvável que reflete talvez o isolamento dos dois reinos da época. Com toda a probabilidade, ele reinou simultaneamente com Nabusumalibur (r. 1 033 - 1 026 a.C.) e Simbarsipaque (r. 1 025 - 1 008 a.C.), cujos reinados foram caracterizados por secas, falhas nas colheitas e incursões dos arameus, migrando sob a pressão do clima mudança. O rei posterior, Assurdã II (r. 935 - 912 a.C.), lembrou as próprias perdas de Salmanaser II para esse grupo tribal:
[...] desde a época de Salmanaser II, rei da Assíria, o povo assírio havia sido destruído e assassinato, e havia também vendido todos seus filhos e filhas. 
Outra referência retrospectiva provavelmente pode ser encontrada em uma inscrição de Assurnasirpal II , a menos que se refira ao rei anterior com esse nome. Relata: "Reposicionei as cidades de Sinabu (e) Tidu - fortalezas que Salmanaser II, rei da Assíria, um príncipe que me precedeu, guarneceu contra a terra de Nairi (e) que os arameus haviam capturado à força". 
Existem poucas inscrições que podem ser atribuídas a ele com certeza, pois várias podem pertencer aos Salmanaser que o precederam, ou a um dos três que a seguiram.  Dos que podem ser atribuídos com segurança, uma estela monumental (número 14) de Assur, da Stelenreihe, "fileira de estelas", fornece sua genealogia, permitindo assim a identificação, mas nada mais. Diz: "Salmanaser, grande rei, rei do universo, rei da Assíria, filho de Assurnasirpal I, rei da Assíria, filho de Samsiadade IV, que também era rei da Assíria ". Uma investidura do templo lista quantidades de bálsamo de cedro (dam erêni) doados pelo rei ao templo de Assur e aos seus "templos" e incluem o fornecimento de uma quantidade de aromáticos a Idiglat, o rio deificado Tigre. Existe uma inscrição de dedicação longa de Salmanaser II ou Salmanaser III indeterminada, para Istar composta para a consagração de um templo. Um disco de ouro e prata está inscrito com o nome "Salmānu-ašarēd" e poderia representar esse rei ou seu antecessor. 
Salmanaser II foi sucedido por seu filho, o brevemente Assurnirari IV, e depois seu irmão Assurrabi II.